# Joan Riudavets Moll
Joan Riudavets Moll (Es Migjorn Gran, 15 dicembre 1889 – Es Migjorn Gran, 5 marzo 2004) è stato un supercentenario spagnolo. Si tratta della nona persona di sesso maschile più longeva di sempre la cui età sia stata verificata; detenne inoltre il titolo di decano maschile dell'umanità dal 28 settembre 2003, alla morte di Yukichi Chuganji, fino al suo stesso decesso. Dal 14 maggio 2003, con la morte della 113enne italiana Maria Teresa Fumarola, Riudavets Moll era divenuto anche la persona vivente più longeva d'Europa.

## Biografia
Riudavets Moll nacque e visse per tutta la vita a Es Migjorn Gran, sull'isola di Minorca. Sua madre, Catalina Moll Mercadés, morì a soli 25 anni pochi giorni dopo aver dato alla luce Juan. Nel 1917 Riudavets si sposò, rimanendo poi vedovo nel 1979. Lavorò come calzolaio fino al suo pensionamento, nel 1954. Per lungo tempo fu inoltre consigliere comunale di Es Migjorn Gran.
Morì il 5 marzo 2004, all'età di 114 anni e 81 giorni, per le complicanze di un raffreddore comune; risultava apparentemente in buona salute fino a poche ore prima del decesso. A Riudavets sopravvissero due fratelli minori, anch'essi ultracentenari: Pere, morto nel 2006 a 105 anni, e Josep, morto nel 2009 a 102 anni. A seguito del suo decesso, il titolo di decano maschile dell'umanità passò al 113enne statunitense Fred Hale.